# Карусель (фільм, 1950)
«Карусель» (фр. La Ronde) — французький фільм 1950 року, поставлений режисером Максом Офюльсом за комедією «Хоровод» (Reigen), написаною Артуром Шніцлером у 1897 році.

## Сюжет
Дія фільму відбувається біля каруселі в центрі Відня на початку XX століття. Герої з'являються і зникають, переміщуючись під звуки музики з каруселі у спальні та інші місця, а потім знову повертаються на карусель. Оповідач відбирає комічні ситуації зваблювання і робить припущення відносно майбутніх пар. Сцени зваблювання починаються епізодом з повією (Симона Синьйоре).
Повія зазиває молодого військового (Серж Реджані), який спочатку опирається, але починає поводитися зовсім інакше, почувши, що для нього все буде безплатно. Вона відводить його під міст, а йдучи, він навіть не пропонує їй сигарету. На балу він спокушає покоївку, і ведучий гри пропонує їй перескочити вперед на два місяці: покоївка знаходить собі нове місце і там позбавляє цноти сина хазяїв, який незабаром винаймає квартиру для таємних зустрічей з одруженою жінкою. Після невеликої затримки карусель зупиняється, але потім запускається знову.
Увечері вона і її чоловік у ліжку розмовляють про жінок: він говорить про дівчат, з якими знався в молоді роки, а потім про одружених пані. Трохи пізніше він запрошує дівчину до приватного кабаре і пропонує їй постійно зустрічатися у затишному гніздечку, яке облаштує для неї, знявши напрокат. Вона запрошує у це гніздечко поета, скептика та оригінала, що базікає без угаву. У поета роман з акторкою, що грає головну роль у його п'єсі. Вона приймає у себе молодого графа (Жерар Філіп), друга своєї матері. На екрані з'являється оповідач з кіноплівкою і ножицями в руках. Він вирізає кілька кадрів, і дія поновлюється, щоб показати двох коханців в обіймах одне одного після сексу.
Граф мусить знову зустрітися з акторкою в той же вечір, але напивається і проводить ніч у ліжку з тією ж повією.

## У ролях
| Антон Волбрук   | ···· | ведучий гри               |
| Симона Синьйоре | ···· | Леокадія, повія           |
| Серж Реджані    | ···· | Франц, молодий військовий |
| Сімона Сімон    | ···· | Марі, покоївка            |
| Данієль Желен   | ···· | Альфред, незайманий       |
| Даніель Дар'є   | ···· | Емма, одружена жінка      |
| Фернан Граве    | ···· | Шарль, чоловік            |
| Одетт Жуайє     | ···· | Анна, дівчина             |
| Жан-Луї Барро   | ···· | Робер, поет               |
| Іза Міранда     | ···· | Шарлотта, акторка         |
| Жерар Філіп     | ···· | граф                      |

## Визнання
| Нагороди та номінації фільму «Карусель» | Нагороди та номінації фільму «Карусель»   | Нагороди та номінації фільму «Карусель» | Нагороди та номінації фільму «Карусель» | Нагороди та номінації фільму «Карусель» | Нагороди та номінації фільму «Карусель» |
| Рік                                     | Кінофестиваль/кінопремія                  | Категорія/нагорода                      | Номінант                                | Результат                               |                                         |
| --------------------------------------- | ----------------------------------------- | --------------------------------------- | --------------------------------------- | --------------------------------------- | --------------------------------------- |
| 1950                                    | 11-й Венеційський кінофестиваль           | Золотий лев                             | Карусель                                | Номінація                               |                                         |
| 1950                                    | 11-й Венеційський кінофестиваль           | Найкращий сценарій                      | Жак Натансон, Макс Офюльс               | Перемога                                |                                         |
| 1950                                    | 11-й Венеційський кінофестиваль           | Найкращі декорації                      | Жан д'Обон                              | Перемога                                |                                         |
| 1952                                    | 24-та церемонія вручення нагороди «Оскар» | Найкращий сценарій                      | Жак Натансон, Макс Офюльс               | Номінація                               |                                         |
| 1952                                    | 24-та церемонія вручення нагороди «Оскар» | Найкраща робота художника-поставновника | Жан д'Обон                              | Номінація                               |                                         |
| 1952                                    | 5-та церемонія вручення нагород BAFTA     | Найкращий фільм                         | Карусель                                | Перемога                                |                                         |

## Критика
Французький історик кіно Жак Лурселль схарактеризував «Карусель» «найкращим зразком офюльсівського бароко», до якого ніколи у французькому кіно «не було таких літературних діалогів […], актори не працювали в такій фамільярній і відстороненій манері (особливо Жерар Філіп) і настільки абстрактна схема не мала такого успіху у масового глядача».

## Додаткові факти
- У 1952 році цензори штату Нью-Йорк відмовилися видати ліцензію на демонстрацію фільму, мотивуючи це тим, що він є «аморальним» і може «підірвати суспільну мораль». Апеляційний суд штату Нью-Йорк, підтримав рішення комісії з цензури, зробивши висновок, що стрічка «експлуатує основні інстинкти людини» і надає «чудове підґрунтя для розвитку чуттєвості, аморальності та сексуальної розбещеності». Рішенням Верховного суду США від 18 січня 1954 року постанови нижчих судів були переглянуті й фільм було допущено до прокату[5].

- Наприкінці 1980-х років було знайдено оригінальну копію фільму тривалістю 110 хвилин, показану публіці лише один раз у червні 1950 року. Клод Бейлі в журналі «L'Avant-Scène» писав, що «Офюльсу довелося обчикрижити стрічку, вирізавши або пом'якшивши деякі ключові сцени». Ця копія вийшла в кінотеатральний прокат у 1989 році[4].

- У 1964 році Роже Вадим зняв римейк фільму, який на думку Жак Лурселля «краще за все забути назавжди»[4].